# 24 Scorpii
24 Scorpii  är en gul ljusstark jätte i stjärnbilden Ormbäraren. Trots sin Flamsteed-beteckning tillhör den inte Skorpionens stjärnbild. Den ligger på gränsen mellan stjärnbilderna och fick byta tillhörighet vid översynen av gränser mellan stjärnbilderna år 1930 och benämns efter bytet av stjärnbild ofta med sin HD-beteckning, HD 150416.
24 Scorpii har visuell magnitud +4,93 och är synlig för blotta ögat vid normal seeing. Den befinner sig på ett avstånd av ungefär 410 ljusår.